# Chiuta (jezero)
Chiuta je plitko jezero na granici između Malavija i Mozambika. Leži sjeverno od jezera Chilwa i južno od jezera Amaramba, koje nema istjeka, a jezera su odvojena pješčanim grebenom. Oba jezera leže u tektonskom rovu koji se proteže u smjeru sjeveroistok-jugozapad, istočno od glavne Afričke rasjedne doline.
Jezero Chiuta duboko je 3-4 metra i ima veličinu od 25 do 130 četvornih kilometara, ovisno o godišnjem dobu i količini oborina. Jezera Chiuta i Amaramba povremeno su povezani s rijekom Lugendom, pritokom rijeke Ruvuma .
Pretežne komercijalne vrste riba su Oreochromis shiranus shiranus (Chambo), Clarias gariepinus (Mlamba) i Barbus paludinosus (Matemba). Ukupno je zabilježeno 37 vrsta riba.
Dominantni vodeni makrofiti su Potamogeton welwitschii + Ceratophyllum demersum, Eleocharis dulcis, Oryza barthii, Vossia cuspidata itd.

## Galerija
- Sjeverni rub jezera
- Srednji dio jezera
- Otok Chiuta
- Inselberzi Nafisi
- Provjera mreža stajačica

## Vanjske poveznice
|  | Zajednički poslužitelj ima još gradiva o temi Chiuta (jezero) |